# Bảo tàng Kỹ thuật Slovakia
Bảo tàng Kỹ thuật Slovakia (tiếng Slovakia: Slovenské technické múzeum), viết tắt là STM, là một bảo tàng kỹ thuật hoạt động trên phạm vi toàn quốc, có trụ sở chính tọa lạc tại thành phố Košice, Slovakia. Hoạt động của bảo tàng tập trung vào ghi lại sự phát triển của khoa học, sản xuất, công nghệ, giao thông vận tải và công nghiệp ở Slovakia, giới thiệu những đóng góp của Slovakia trong sự phát triển của khoa học và công nghệ thế giới.
Tính đến nay, bảo tàng đã thu thập được hàng chục nghìn hiện vật về các chủ đề khai thác mỏ, luyện kim, rèn, kỹ thuật cơ khí, kỹ thuật điện, vật lý, hóa học, dụng cụ nhiếp ảnh và điện ảnh, đo đạc và bản đồ, sản xuất đồng hồ, thiên văn học, hàng không, vận tải đường bộ, vận tải đường sắt, thiết kế công nghiệp, và một số chủ đề khác.

## Lịch sử
Ban đầu, bảo tàng có tên là Bảo tàng Kỹ thuật. Bảo tàng được thiết lập vào năm 1947. Một năm sau đó, các cuộc triển lãm đầu tiên của bảo tàng đã được mở cửa cho công chúng. Người sáng lập và giám đốc đầu tiên của bảo tàng là Tiến sĩ Stefan Butkovic. Bảo tàng được đổi tên thành Bảo tàng Kỹ thuật Slovakia vào năm 1983.